# Brendan Boyce
Brendan Boyce (* 8. Oktober 1996 in Letterkenny) ist ein irischer Geher.

## Sportliche Laufbahn
Brendan Boyce bestreitet seit 2008 Wettkämpfe im Gehen. Damals belegte er im Juli den vierten Platz bei den Irischen Meisterschaften über 10 km und konnte im Dezember die Bronzemedaille über 30 km gewinnen. Bis 2010 steigerte er seine Bestzeit über 20 km um etwa vier Minuten auf 1:26:35 h und gewann zudem im Juli erneut eine Bronzemedaille bei den nationalen Meisterschaften über 10 km. 2011 trat Boyce bei der Universiade in Shenzhen an, bei denen er über 20 km den 14. Platz belegte. Im September steigerte er sich in Naumburg auf eine Zeit von 3:57:58 h über 50 km und qualifizierte sich damit für die Olympischen Sommerspiele in London. Dort trat er im August des Jahres 2012 an und erreichte mit neuer Bestzeit von 3:55:01 h auf dem 29. Platz das Ziel. Durch die nachträgliche Disqualifikation dreier russischer Athleten rückte er noch auf den 26. Platz vor. 2013 wurde Boyce auf der 10-km-Distanz erstmals Irischer Meister und trat später im August, erneut über 50 km, bei den Weltmeisterschaften in Moskau an. Dabei gelang es ihm sich abermals bis auf 3:54:24 h zu verbessern, mit denen er 24. wurde.
2014 trat Boyce in Zürich erstmals bei Europameisterschaften an, bei denen er über 50 km mit Bestzeit den 15. Platz belegen konnte. 2015 wurde er in bei seiner zweiten WM-Teilnahme bei den Weltmeisterschaften in Peking disqualifiziert. 2016 wurde er über die Distanz von 5000 Meter erstmals Irischer Hallenmeister. Im August nahm er in Rio de Janeiro an seinen zweiten Olympischen Sommerspielen teil. Dabei ging er erneut über 50 km an den Start, die er auf dem 19. Platz beendete. 2017 war er theoretisch für die Weltmeisterschaften in London qualifiziert, konnte dort im August allerdings nicht antreten. Zuvor stellte er im Mai mit 3:49:49 h eine neue Bestzeit über die 50-km-Distanz auf. 2018 wurde Boyce Irischer Meister über 20 km und trat im August über 50 km bei den Europameisterschaften in Berlin an. Dabei blieb er deutlich hinter seiner Saisonbestleistung aus dem Mai zurück und landete schließlich auf dem 19. Platz. Im Mai 2019 stellte er im litauischen Alytus schließlich seine persönliche Bestleistung von 3:48:13 h und trat Ende September bei den Weltmeisterschaften in Doha an. Dabei erreichte er mit dem sechsten Platz sein bis dahin bestes Resultat bei internationalen Meisterschaften.
2021 trat Boyce im August zum dritten Mal bei den Olympischen Sommerspielen an, bei denen die Gehwettbewerbe aufgrund der klimatischen Bedingungen von Tokio nach Sapporo verlegt wurden. Boyce erreichte nach 3:53:40 h als Zehnter das Ziel und erzielte damit sein bestes Resultat bei Olympischen Spielen. 2022 nahm er über die 35-km-Distanz an den Weltmeisterschaften in den USA teil. Dort erreichte er auf dem 25. Platz das Ziel. Einen Monat später startete er über die gleiche Distanz bei den Europameisterschaften in München. Den Wettkampf beendete er auf dem zehnten Rang.

## Wichtige Wettbewerbe
| Jahr               | Veranstaltung           | Ort                | Platz              | Disziplin          | Zeit               |
| Startet für Irland | Startet für Irland      | Startet für Irland | Startet für Irland | Startet für Irland | Startet für Irland |
| ------------------ | ----------------------- | ------------------ | ------------------ | ------------------ | ------------------ |
| 2011               | Universiade             | Shenzhen           | 14.                | 20 km Gehen        | 1:29:48 h          |
| 2012               | Olympische Sommerspiele | London             | 26.                | 50 km Gehen        | 3:55:01 h          |
| 2013               | Weltmeisterschaften     | Moskau             | 24.                | 50 km Gehen        | 3:54:24 h          |
| 2014               | Europameisterschaften   | Zürich             | 15.                | 50 km Gehen        | 3:51:34 h          |
| 2015               | Weltmeisterschaften     | Peking             |                    | 50 km Gehen        | DQ                 |
| 2016               | Olympische Sommerspiele | Rio de Janeiro     | 19.                | 50 km Gehen        | 3:53:59 h          |
| 2017               | Weltmeisterschaften     | London             |                    | 50 km Gehen        | DNS                |
| 2018               | Europameisterschaften   | Berlin             | 19.                | 50 km Gehen        | 4:02:14 h          |
| 2019               | Weltmeisterschaften     | Doha               | 6.                 | 50 km Gehen        | 4:07:46 h          |
| 2021               | Olympische Sommerspiele | Tokio              | 10.                | 50 km Gehen        | 3:53:40 h          |
| 2022               | Weltmeisterschaften     | Eugene             | 25.                | 35 km Gehen        | 2:33:31 h          |
| 2022               | Europameisterschaften   | München            | 10.                | 35 km Gehen        | 2:38:03 h          |

## Persönliche Bestleistungen
Freiluft
- 3000-m-Bahnengehen: 11:17,84 min, 14. August 2019, Cork
- 5000-m-Bahnengehen: 20:38,48 min, 7. Juli 2015, Cork
- 10.000-m-Bahnengehen: 41:16,25 min, 9. August 2015, Dublin
- 10-km-Gehen: 41:39 min, 5. August 2020, Göteborg
- 20-km-Gehen: 1:24:31 h, 6. April 2019, Poděbrady
- 35-km-Gehen: 2:32:49 h, 19. Dezember 2021, Dublin
- 50-km-Gehen: 3:48:13 h, 19. Mai 2019, Alytus

Halle
- 3000-m-BahngGehen: 11:28,61 min, 5. Februar 2017, Dublin
- 5000-m-Bahngehen: 19:39,11 min, 6. Januar 2013, Nenagh

## Sonstiges
Boyce lebt in der Nähe von Midleton zusammen mit seiner Ehefrau. Er wird vom ehemaligen Weltmeister im Gehen, Robert Heffernan, trainiert.